# اللواء 55 مظليين
اللواء 55 مظليين، المعروف أيضاً باسم «رأس الرمح» (بالعبرية: חוד החנית، خود ها-خانيت) وعُرف سابقاً أيضاً باسم اللواء 247 ثم اللواء 623، هو لواء مظليين احتياطي يتبع الفرقة 98 في الجيش الإسرائيلي ويتألف من خمس كتائب.

## تاريخه
تأسس اللواء في 1966 وشارك على مر السنين في عدد من عمليات الجيش الإسرائيلي، بما في ذلك معركة تلة الذخيرة خلال حرب 1967، وعملية ذوي القلوب الشجاعة خلال حرب أكتوبر (باسم اللواء 247)، وحرب لبنان 1982 وحرب لبنان 2006.
ويشتهر اللواء 55 على وجه التحديد بكونه أول لواء إسرائيلي يدخل البلدة القديمة بالقدس في 1967 وأول من عبر قناة السويس في 1973.

## تشكيل اللواء
- اللواء 55 مظليين «رأس الرمح» (احتياطي)
  - كتيبة المظليين 28
  - كتيبة المظليين 66
  - كتيبة المظليين 71
  - كتيبة الاستطلاع (6623)
  - كتيبة المهندسين القتالية 201
  - كتيبة لوجستية
  - سرية إشارة